# The One Piece
Pour le manga éponyme, voir One Piece.
The One Piece (ザワンピース, Za Wan Pīsu) est une nouvelle série d'anime adaptée du manga éponyme créé et illustré par Eiichirō Oda. Produite par le studio Wit Studio, la série est une nouvelle version de la série animée originale. Elle est en cours de production et elle sera diffusée sur Netflix .

## Production

### Développement
La série animée a été annoncée pour la première fois le 17 décembre 2023 lors de la Jump Festa 2023 .